# Eva Seery
Eva Mary Seery (de soltera Dempsey) (27 de febrero de 1874 – 22 de mayo de 1937) fue una organizadora política australiana en Nueva Gales del Sur y una de las primeras en postularse para el Parlamento australiano con gran respaldo del partido.

## Biografía
Eva Seery nació el 27 de febrero de 1874 en Tangmangaroo, cerca de Yass, Nueva Gales del Sur, hija del granjero y minero de oro Edwin Joseph Dempsey y Mary Kelly. Eva y su familia se mudaron a Temora y luego a West Wyalong, donde ella y su hermana Sophia Beatrice "Sophy" (1872 – 1946) se convirtieron en modistas. El 26 de noviembre de 1898 Sophy se casó con el minero John Seery en Wyalong, y el 23 de mayo de 1900 Eva se casó con el hermano de John, el guardián de la cárcel de East Maitland Joseph Michael Seery.

## Actividades políticas

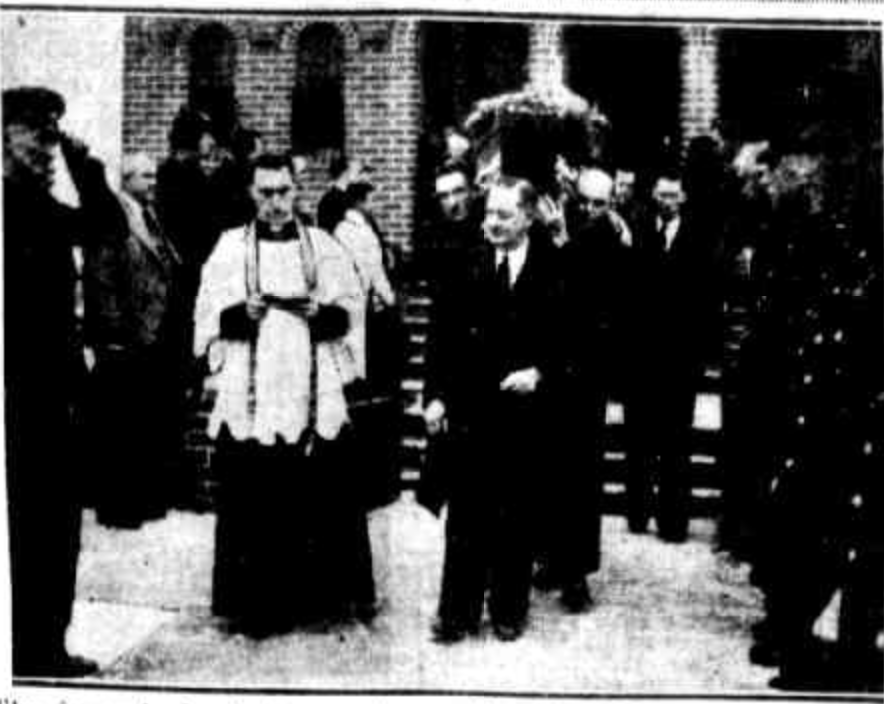
El ataúd es trasladado desde la iglesia de San Andrés, Malabar, tras el funeral de Eva Mary Seery (27 de febrero de 1874 - 22 de mayo de 1937). Nacida con el nombre de Dempsey, fue una organizadora política australiana en Nueva Gales del Sur y una de las primeras mujeres en presentarse como candidata al Parlamento australiano con el apoyo de un partido importante.

En 1889, Eva Dempsey y su hermana Sophy se habían unido al Partido Laborista Australiano (entonces llamado Liga del Trabajo en Nueva Gales del Sur) en el electorado Grenfell en 1889, como las únicas miembros femeninas. 
Eva y Joseph se mudaron a Sídney en 1903 y Eva se unió a la Liga del Trabajo en Waverley antes de ayudar a formar la liga Surry Hills en 1906. Fue miembro fundadora del Comité Organizador Central de Mujeres Laboristas (LWCOC) (1904), sucedió a Edith Bethel como secretaria en 1909 y sirvió hasta 1922. Una activista por el aumento salarial para las mujeres, se convirtió en presidenta del Sindicato de Trabajadoras Domésticas en 1913. Como delegada frecuente de las conferencias laboristas de Waverley, hizo un llamado a la dotación de niños, la igualdad salarial y los derechos políticos y sociales para las mujeres en las ruidosas conferencias previas a la Primera Guerra Mundial.
Junto con Kate Dwyer y May Matthews, impugnó la preselección del Partido Laborista para el Senado en 1916, pero no tuvo éxito, en última instancia, fue respaldada en su lugar como candidata para el asiento conservador seguro de Robertson; ella y Henrietta Greville fueron las primeras mujeres respaldadas por un partido importante en disputar el Parlamento australiano. Se opuso enérgicamente al servicio militar obligatorio y también al objetivo socialista en la conferencia laborista de 1919. En 1921 fue una de las primeras 61 mujeres nombradas jueces de paz. El éxito y la supervivencia del LWCOC a menudo se atribuyen a las habilidades de Seery y Dwyer.

## Muerte
Murió de diabetes en 1937 en la cárcel de Long Bay, donde su esposo era superintendente. Fue enterrada en el cementerio de Botany y le sobrevivieron su esposo (que luego se volvió a casar) y tres hijas.